# Торрес Наарро, Бартоломе де
Бартоломе́ де То́ррес Наа́рро (исп. Bartolomé de Torres Naharro; ок. 1485 — ок. 1520) — основатель национального испанского театра.
Принял духовное звание; был пленником в Алжире. Его 8 пьес, изданные вместе с лирическими и эпическими стихотворениями под заглавием «Propalladia» (Неаполь, 1517; Севилья, 1520) — первые начатки испанской драмы. Они все в 5 действиях («jornadas»), иногда с ловкими завязками; написаны языком чистым и плавным. Количество действующих лиц он определял в шесть — двенадцать, их не должно быть ни «так мало, чтоб представление казалось глухим, ни так много, чтоб создавалась неразбериха».
Лучшие из его пьес — «Soldadesca» и «Tinellaria». Из-за сатирических выходок против папского двора «Propalladia» была запрещена инквизицией; бо́льшая часть экземпляров была уничтожена, затем предпринято очищенное их издание (Мадр., 1573). Менее значительны поэмы и лирика Наарро. В «Teatro español» Böhl Faber’а содержатся отрывки из Наарро (Гамбург, 1832); его «Himenea» вошла в «Tesoro del teatro español» (П., 1838) и в «Bibliotheca de autores españoles» (т. II). Критическое издание всей «Propalladia» — в «Libros de antaño», т. IX—X (Мадр., 1880).